# Simon Newcomb
Simon Newcomb, född 12 mars 1835 i Wallace, Nova Scotia, död 11 juli 1909 i Washington, var en amerikansk astronom och matematiker.
År 1861 blev Newcomb professor i matematik vid Förenta staternas marin och föreståndare för United States Naval Observatory i Washington. Han var 1877–1896 superintendent för American Ephemeris and Nautical Almanac och 1884–1893 tillika professor vid Johns Hopkins University i Baltimore. Newcomb genomförde beräkning av nya teorier för Merkurius, Venus, jorden, Mars, Uranus och Neptunus, jämte fullständiga tabeller för planeternas beräkning, varjämte hans biträde beräknade teorierna för Jupiter och Saturnus - i allt således en fullständig revision av teorierna för vårt solsystems huvudkroppar. Detta omfattande verk jämte undersökningar beträffande teorierna för jordens måne, Saturnussatelliten Hyperion samt omfattande praktiska undersökningar av astronomins fundamentala konstanter, av Merkurius- och Venuspassagerna samt av fixstjärnornas fundamentalsystem. Han gjorde omfattande undersökningar inom månteorin samt korrektioner till tabeller för månens rörelse, om dess sekularändring med mera. 
Newcomb  författade en mängd för astronomin betydelsefulla verk. Av dessa kan nämnas hans båda arbeten om planeterna Neptunus (1865) och Uranus (1873), för vilka han 1874 erhöll Royal Societys i London guldmedalj och samma år blev korresponderande ledamot av Institut de France. Märklig var även en av hans första avhandlingar, On the Secular Variations and Mutual Relations of the Orbits of the Asteroids (1860), i vilken han från störningsteorins ståndpunkt visade ohållbarheten av Olbers hypotes, att de många asteroider, som finns emellan Mars och Jupiter, skulle vara lämningar efter en söndersprungen större himlakropp. Vidare gav han ut Investigation of the Distance of the Sun (1865) om solens parallax samt Théorie des perturbations de la lune (1871). Förutom dessa rent vetenskapliga arbeten skrev Newcomb även flera populärvetenskapliga böcker.

## Utmärkelser
Newcomb tilldelades Royal Astronomical Societys guldmedalj 1874, Copleymedaljen 1890 och Bruce-medaljen 1898. Han var ledamot av Kungliga vetenskapsakademien (1875), av Vetenskapssocieteten i Uppsala (1877) och Fysiografiska sällskapet i Lund (1881).
Asteroiden 855 Newcombia är uppkallad efter honom.